# Mauro Facci (ciclista)
Mauro Facci (Vicenza, 11 maggio 1982) è un ex ciclista su strada italiano.
Professionista dal 2002 al 2010, non ha ottenuto alcuna vittoria, ma conta diverse partecipazioni a Giro d'Italia e Tour de France.

## Carriera
Divenne ciclista professionista dal 2003 con il team Fassa Bortolo, dopo alcuni mesi da stagista nel 2002; nel 2006 cambiò squadra e si trasferì alla Barloworld, che lasciò dopo solo un anno quando si trasferì alla belga Quick Step.
Conquistò un successo personale nella stagione 2008 in Belgio, aggiudicandosi il GP Briek Schotte, una corsa del calendario nazionale, e due cronometro a squadre alla Settimana Internazionale di Coppi e Bartali, nelle edizioni del 2004 e del 2005. Al Giro d'Italia 2009 vestì per un giorno la maglia verde di leader della classifica GPM e ottenne la vittoria finale del Trofeo Fuga Cervélo come ciclista in fuga per il maggior numero di chilometri durante la corsa. Nella tappa da Innsbruck a Chiavenna percorse quasi 200 km di fuga, terminata al Passo Maloja a meno di 50 km dall'arrivo.
Si ritirò dall'attività al termine della stagione 2010, dopo la fine del contratto con la Quick Step.

## Palmarès

### Altri successi
- 2004

1ª tappa, 2ª semitappa Settimana Internazionale di Coppi e Bartali (Misano Adriatico, cronosquadre)
- 2005

1ª tappa, 2ª semitappa Settimana Internazionale di Coppi e Bartali (Misano Adriatico, cronosquadre)
Classifica giovani Settimana Internazionale di Coppi e Bartali
- 2009

Trofeo Fuga Cervélo Giro d'Italia

## Piazzamenti

### Grandi Giri
- Giro d'Italia

2007: 34º
2008: 115º
2009: 108º
2010: 121º
- Tour de France

2005: 144º
2008: ritirato (7ª tappa)

### Classiche monumento
- Liegi-Bastogne-Liegi

2008: 64º